# Século III a.C.
Milénios: segundo milénio a.C. - primeiro milénio a.C. - primeiro milénio d.C.
Séculos: Século IV a.C. - Século III a.C. - Século II a.C.
Na Bacia do Mediterrâneo, as primeiras décadas deste século foram caracterizadas por um equilíbrio de poder entre os reinos helenísticos gregos no leste e o grande poder mercantil de Cartago no oeste. Este equilíbrio foi quebrado quando surgiu o conflito entre a antiga Cartago e a República Romana. Nas décadas seguintes, a República Cartaginesa foi primeiro humilhada e depois destruída pelos romanos na Primeira e na Segunda Guerras Púnicas. Após a Segunda Guerra Púnica, Roma se tornou a potência mais importante do Mediterrâneo ocidental.
No leste do Mediterrâneo, o Império Selêucida (com a capital no atual Iraque) e o Reino Ptolomaico (Egito), estados sucessores do império de Alexandre o Grande, travaram uma série de Guerras Sírias pelo controle do Levante. Na Grécia continental, a curta dinastia antipátrida da Macedônia foi derrubada e substituída pela dinastia antigónida em 294 a.C, uma casa real que dominaria os assuntos da Grécia Helenística por aproximadamente um século até o impasse da Primeira Guerra Macedônica contra Roma. A Macedônia também perderia a Guerra de Creta contra a cidade-estado grega de Rodes e seus aliados.
Na Índia, Açoca governou o Império Máuria. As dinastias Pandya, Chola e Chera da era clássica floresceram no antigo país tâmil.
O Período dos Estados Combatentes na China chegou ao fim, com Qin Shi Huang conquistando os seis outros estados-nação e estabelecendo a curta dinastia Chin, a primeira dinastia imperial da China, que foi seguido no mesmo século pelo duradoura dinastia Han. No entanto, um breve interregno e uma guerra civil existiram entre os períodos Qin e Han, conhecido como contenção Chu-Han, que durou até 202 a.C com a vitória final de Liu Bang sobre Xiang Yu.
O período proto-histórico começou na península coreana. No século seguinte, a dinastia chinesa Han conquistaria o reino de Gojoseon no norte da Coreia. Os Xiongnu estavam no auge de seu poder na Mongólia. Eles derrotaram os chineses Han na Batalha de Baideng em 200 a.C, marcando o início do acordo tributário forçado de Heqin e da aliança de casamento que duraria várias décadas.

## Eventos

### África
- 305/4-30 a.C.: a dinastia ptolomaica reina no Egito [1]. O Reino Ptolomaico atingiu seu auge e começou um lento declínio após o reinado de Ptolomeu IV (222-205 aC)[2]. Os Ptolomeus introduziram no Egito, país essencialmente agrícola vivendo em autarquia, uma economia moderna: distribuição de ferramentas de ferro e trigo, divisas, banco [3]

- 280 a.C.: inauguração do farol de Alexandria [4].

- 264-241 a.C.: a primeira guerra púnica opõe a República Romana e República Cartaginesa [5].

- 250 a.C.: fundação da cidade de Djenné-Djeno no Mali, a cidade mais antiga da África Ocidental. Surgiu de um pequeno conjunto de cabanas redondas de barro, ocupadas por um povo familiarizado com o ferro, que se tornou uma verdadeira cidade por volta de 450 [6]. Este centro cosmopolita, descoberto em julho de 1983, atingiu cerca de 10.000 habitantes por volta do ano 800 e é misteriosamente abandonado por volta de 1400 .

- 218-202 aC.: a segunda guerra púnica opõe novamente Roma e Cartago [7]

### Oriente Médio
- 274-168 a.C.: Guerras sírias entre os ptolomaicos e os selêucidas pelo domínio da Síria [8].
- 247-238 a.C.: fundação do Império Parta no Irã.
- Segundo Eratóstenes (v. 273-192 aC), a Arábia Meridional (Arábia Feliz) compunha-se de quatro reinos semíticos independentes: os reinos dos mineanos, dos sabeus, dos catabanos e dos chatramotitas[9]. Eles vivem em grande parte do comércio de aromáticos com o mundo grego (incenso, mirra, canela, etc.).
- Livro de Provérbios é completado, consistindo em várias coleções originárias de várias fontes, principalmente egípcias. O livro alcançou sua forma final por volta do século III aC.[10]
- 225–175 a.C.: É escrito o Livro de Tobias [11]

### Ásia
- 300 a.C: início da Idade do Ferro na Mongólia[12]. Os Xiongnu entram na história em 318 aC. quando são citados na coalizão de Wei, Han e Zhao contra Qin [13]

- 300-270 aC.: construção na China de muros defensivos no norte dos reinos de Qin, Yan e Zhao. Depois de 304 aC., o rei de Zhao, Wuling (325-299 a.C.) fortifica por uma muralha a sua orla a norte do anel de Ordos contra as incursões dos nômades. O reino de Yan construiu um pouco depois, por volta de 290 aC. na planície Manchu, a de Qin em 270 a.C.[14]

- 300 aC.: formação do reino Chola, no extremo sul da Índia (final em 1279) [15]

- 269-232 a.C.: reinado de Açoca sobre o Império Máuria na Índia. Em 261 aC., ele conquista Kalinga após uma guerra sangrenta,  mas depois profundamente arrependido da violência das batalhas ele se converte ao budismo e então adota os princípios não violentos desta religião. Ele mandou erguer pilares de pedra por todo o império nos quais estavam inscritos Éditos encorajando a tolerância religiosa e disseminando os princípios do budismo. Os pilares estão escritos em escrita Brahmi e Kharoshthi, sem dúvida de origem aramaica, mas também em grego e aramaico na região de Cabul e Kandahar [16]

- 246 a.C.: estabelecimento do Reino Greco-Bactriano (Afeganistão) pelo sátrapa Diodoto [17] Por volta de 239 aC. DC, ele se proclamou independente dos selêucidas.

- 221 aC..: fim do período dos Reinos Combatentes e início da era imperial na China: tendo assumido a ascendência sobre os outros Estados, o reino de Qin inicia uma grande campanha de unificação, que leva à criação do Império Chinês. O rei Ying Zheng torna-se Qin Shi Huangdi, o Primeiro Imperador da China. A dinastia Chin retém o trono por apenas 15 anos [18]

- 206 a.C.: fim da dinastia Chin e fundação da dinastia Han por Liu Bang na China.

### Europa
- Os sármatas, vindos da região entre Don e Ural, dominam a região desde o Danúbio até o Cáspio e o Báltico ao norte em detrimento dos citas.

- 290 aC.: homem de Grauballe, sacrificado, encontrado em perfeito estado de conservação numa turfeira na Dinamarca.[carece de fontes?]

- 250 aC.: em meados do século, os povos celtas se estabelecem em Languedoc. As escavações atestam a presença celta por volta de 230 aC. A tribo gaulesa Parisii estabeleceu-se na região da atual Paris.[19][20]

- Lutar no mundo helenístico atraiu mercenários celtas para os Bálcãs, especialmente durante a Guerra cremonidiana (268-261 aC) e a captura de Phoinike em 230 aC. [21]

Aníbal atravessa os Alpes, durante a Segunda Guerra Púnica.

- 218 a.C.: A Segunda Guerra Púnica começa. Aníbal faz sua famosa travessia alpina para invadir a Itália, o coração romano.

- Roma se torna uma potência mediterrânea: derrota os samnitas (guerras samnitas) e conquista a Itália central, depois derrota Cartago (guerras púnicas) e em 202 aC. domina o Mediterrâneo ocidental (Sicília, Sardenha, Hispânia, Ilíria).

### América
- 350-200 a.C.: Monte Albán, em Oaxaca (México), tem até 16.000 habitantes [22]
- 300 aC-200: Pré-clássico tardio na Mesoamérica11. As características da civilização maia estão presentes, com centros cerimoniais e um sistema de escrita.[23]

## Personagens Importantes
Cartago
- Aníbal (-247; -183)

Mundo Grego
- Arquimedes de Siracusa (-287 ~ -212)

Egito
- Ptolomeu I Soter (-305 ~ -285)
- Ptolomeu II Filadelfo (-285 ~ -246)
- Ptolomeu IV Filopator (-222~-205)
- Ptolomeu V Epifanes (-204 ~ -180)

Índia
- Açoca (-273 ~ -232)

China
- Qin Shi Huangdi (-245~-210)

## Décadas
Década de 290 a.C. | Década de 280 a.C. | Década de 270 a.C. | Década de 260 a.C. | Década de 250 a.C. | Década de 240 a.C. | Década de 230 a.C. | Década de 220 a.C. | Década de 210 a.C. | Década de 200 a.C.

## Anos
300 a.C. | 299 a.C. | 298 a.C. | 257 a.C. | 296 a.C. | 295 a.C. | 294 a.C. | 293 a.C. | 292 a.C. | 291 a.C.
290 a.C. | 289 a.C. | 288 a.C. | 287 a.C. | 286 a.C. | 285 a.C. | 284 a.C. | 283 a.C. | 282 a.C. | 281 a.C.
280 a.C. | 279 a.C. | 278 a.C. | 277 a.C. | 276 a.C. | 275 a.C. | 274 a.C. | 273 a.C. | 272 a.C. | 271 a.C.
270 a.C. | 269 a.C. | 268 a.C. | 267 a.C. | 266 a.C. | 265 a.C. | 264 a.C. | 263 a.C. | 262 a.C. | 261 a.C.
260 a.C. | 259 a.C. | 258 a.C. | 257 a.C. | 256 a.C. | 255 a.C. | 254 a.C. | 253 a.C. | 252 a.C. | 251 a.C.
250 a.C. | 249 a.C. | 248 a.C. | 247 a.C. | 246 a.C. | 245 a.C. | 244 a.C. | 243 a.C. | 242 a.C. | 241 a.C.
240 a.C. | 239 a.C. | 238 a.C. | 237 a.C. | 236 a.C. | 235 a.C. | 234 a.C. | 233 a.C. | 232 a.C. | 231 a.C.
230 a.C. | 229 a.C. | 228 a.C. | 227 a.C. | 226 a.C. | 225 a.C. | 224 a.C. | 223 a.C. | 222 a.C. | 221 a.C.
220 a.C. | 219 a.C. | 218 a.C. | 217 a.C. | 216 a.C. | 215 a.C. | 214 a.C. | 213 a.C. | 212 a.C. | 211 a.C.
210 a.C. | 209 a.C. | 208 a.C. | 207 a.C. | 206 a.C. | 205 a.C. | 204 a.C. | 203 a.C. | 202 a.C. | 201 a.C.